# レキサー・メディア
レキサー（Lexar）は、アメリカ合衆国で創設されたフラッシュメモリ製品のブランドであり、現在は中国のメモリメーカー・Longsys（ロンシス）によって所有・運営されている。
レキサーの「JumpDrive（ジャンプドライブ）」という商標は、USBフラッシュドライブという技術が普及し始めた当初、この製品カテゴリの代名詞として広く使用されていた。

## 沿革

### 初期の歴史（1996年〜2006年）
Lexar（レキサー）は、1996年にPetro Estakhri（ペトロ・エスタクリ）とMike Assar（マイク・アサー）によって、アメリカ・カリフォルニア州サンノゼにて創設されたデジタルメディア製品メーカーである。
製品には、SDカード、コンパクトフラッシュ（CF）カード、USBフラッシュドライブ、カードリーダー、ソリッドステートドライブ（SSD）などが含まれる。
創業当初は Cirrus Logic の一部門としてスタートし、親会社が持つ ATAコントローラ開発の技術を活用して、自社のフラッシュコントローラを開発した。Lexar は1996年に Cirrus Logic からスピンオフし、独立企業となった。
2002年、Lexarは東芝に対して NAND型フラッシュメモリ技術の特許侵害を訴える訴訟を起こした。2005年にはカリフォルニア州の陪審が Lexar に約4億6,500万ドルの損害賠償を認めたが、東芝は控訴した。その後、2006年に Micron Technology による Lexar の買収が決まると、東芝は訴訟の和解として Lexar が保有していた一部の特許と権利を2億8,800万ドルで購入することで合意した。

### Micron傘下時代（2006年〜2017年）
2006年、Lexarは Micron Technology によって買収された。
2007年9月には、イーストマン・コダック社との提携を延長し、Kodakブランドのフラッシュメモリ製品を世界市場向けに共同開発・販売する契約を更新した。
その後、2017年6月26日、Micron は Lexar ブランドによるリテール向けリムーバブルメディア事業を終了する方針を発表し、事業の一部または全部を売却する意向を示した。

### Longsys傘下での展開（2017年〜現在）
2017年8月31日、中国・深圳を拠点とするフラッシュメモリメーカーLongsys（ロンシス）が、Lexarブランドおよび商標権を取得した。
2018年、Lexarはフラッシュストレージ市場への再参入を果たした。
2019年1月、世界初となる1テラバイト（TB）容量のSDカードを発表。
同年12月、PCIe 4.0接続で7.5GB/秒の速度を誇るSSDプロトタイプを公開し、世界最速のコンシューマー向けSSDとして注目を集めた。
2020年4月、Yangtze Memory Technology（YMTC）のXtacking技術を搭載した世界最小のメモリーカード「nCARD」を発売。   同年6月にはDDR4-2666メモリを搭載した7種類のDRAMキットを発表し、Lexar初のDRAM市場参入を果たした。今後は3000MHzや3200MHz、RGBライティング付きヒートシンクモデルなども展開予定。
2021年、プロフェッショナル向けに世界最速のCFexpressカード「DIAMONDシリーズ」を発売。また、LexarはTrendForceの2022年グローバルSSDチャネルランキングで3位にランクインした。
2021年11月、次世代DDR5ゲーミングメモリ「ARES DDR5」を発表し、ゲーム業界向けストレージ市場にも参入。
2023年、LexarはSK hynixとの戦略的提携により、専用認証「Lexar Empowered by SK hynix Gold Label」を取得。また、TrendForce 2023年版SSDモジュールメーカー・自社ブランド市場シェアランキングで3位を維持した。
2024年、ポータブルSSDのラインナップを強化し、コンテンツクリエイター市場へのアプローチを拡大。1月よりLeague of Legends eスポーツチーム「BLG」のスポンサーを開始。
同年6月、SL500 ポータブルSSDを発売し、SILVER PLUSシリーズを含む3種類のSD 3.0カードを発表。さらに、極限環境に対応した「ARMOR 700」ポータブルSSDを発売し、「Red Dot Design Award 2024」で7部門を受賞。
同年7月、Lexar Professional Go ポータブルSSD with Hubによる初のKickstarterクラウドファンディングを成功させ、100万ドル以上の支援を獲得した。
同年10月、新サブブランド「pexar（ペクサー）」を立ち上げ、10.1インチと11インチのデジタルフォトフレームを発売。さらに、DJI社と連携し、ロンドン・リージェントストリートの旗艦店にてストレージソリューションを展示。
同年12月、CFexpress 4.0メモリーカードとして、「Type-B Diamond 1TB」「Type-B Gold 512GB〜4TB」「Type-B Silver 1TB」「Type-A Gold 1TB」の4モデルと、プロ向け6ベイ・ドッキングステーションを発表。

### 日本市場における展開と現状（Longsys傘下で展開以来）
2018年9月、日本ではレキサージャパン株式会社が9月に創設され、いよいよ年明けより製品の流通が始まる見込み。当面は大手カメラ量販店が主な販路となり、かつてのMicron傘下時代と同様の規模を構築していく考えだ。
2019年2月、PHOTO YODOBASHIへ出展、最大読込速度は「1650MB/秒」のCFexpress Cardを展示。
2020年8月、LexarのCFexpress Type Bカードが国内で購入可能に。
2021年6月、Lexarの転送速度1,700MB/sを実現した 「Lexar® Professional CFexpress™ Type B USB 3.2 Gen 2x2 Reader」を発売。
2021年7月、Lexarの最大速度3,300MB/sでM.2 NVMe SSD「NM620」に2TBモデルを発売。
2021年12月、Lexarが4Kビデオ撮影に最適なUHS-II対応SDカード1800xシリーズを発売。
2022年3月、リード最大300MB/sで容量256GBのSDカード2000xシリーズが日本で発売。
2022年8月、Lexarと加賀ソルネット販売代理店契約を締結。
2022年10月、Lexar、Japan IT Weekに出展。
2023年、Lexarが日本でCFexpress Type B GOLD、DIAMONDシリーズや、 CFexpress Type A  GOLDシリーズを発売。
2024年2月、LexarがCP+2024で業界トップクラスのハイエンド製品を展示。
2024年4月、Japan IT Week 2024 春に親会社のLongsysが出展、LexarとFORESEEの2つのストレージブランドの最新製品を展示した。
2024年5月、LexarのポータブルSSD製品は、Silicon Motion製の高速コントローラ「SM2320」を採用しており、最大20Gbpsの高速転送を実現している。
2024年6月、代理店変更でヨドバシカメラやビックカメラなど大手量販店への本格導入を開始し、東京都・秋葉原エリアを皮切りに全国の主要店舗で専用展示台や販売スペースを設置。加えて、秋葉原駅構内にブランド広告を展開するなど、積極的なプロモーションを始めた。さらに、SILVER シリーズSDカードを発売。
2024年8月、アジアセールス・マーケティング統括部長が「Lexarが考える日本市場の重要性とは？」というテーマでインタビュー受けた。
2024年10月、デジタルイメージングの総合アワード「DGPイメージングアワード2024」において、Lexarの6つ製品が受賞。
技術／企画賞：ARMOR GOLD SDXC UHS-II Card及びARMOR SILVER PRO SDXC UHS-II Card
他には、CFexpress 4.0のDiamond Type B及びGold Type A；1800x、2000xのSDカード、SL500のポータブルSSDお一緒に受賞。
2025年2月、CP+ 2025に出展、革新的なストレージ技術を発表。

## USB FlashCard規格
USB FlashCard（ユーエスビー・フラッシュカード）は、2004年12月13日にLexar（レキサー）によって発表されたフラッシュメモリカードの規格である。
当時すでに存在していたSDカード、xDピクチャーカード、コンパクトフラッシュ（CF）カードなどに対して、USB FlashCardの最大の利点は、実質的に標準のUSBフラッシュドライブとして機能する点にあった。このカードは、全体の厚みを4.5mm未満に抑えるために、独自に改良されたUSB Type-A端子を採用している。
小型かつUSB互換であることから、USB FlashCardはデジタルカメラやPCにカードリーダーを介さず直接接続できるという利便性を備えていた。
LexarはこのUSB FlashCardの仕様を自社ウェブサイトでオープンかつロイヤリティフリー形式で公開し、他のメモリカードメーカーや携帯端末メーカーにも採用されることを期待していた。
USB FlashCardの寸法は31.75 mm × 12 mm × 4.5 mmとされており、広く普及していたSDカード（32 mm × 24 mm × 2.1 mm）と比べて、長さはほぼ同じであるが、幅は半分、厚みは約2倍となっている。

## 脚註
1. ↑  “Lexar Awarded $380 Million in Damages | Photography Blog” (英語). photographyblog (2005年3月24日). 2025年7月15日閲覧。
2. ↑  “Lexar Adds Xploder® Lite Software To Its Gaming Edition Memory Cards | Lexar” (英語). www.lexar.com. 2025年7月15日閲覧。
3. ↑  “Lexar Media Holds The Right Cards” (英語). Forbes. 2025年7月15日閲覧。
4. ↑  “Lexar Awarded $380 Million in Damages | Photography Blog” (英語). photographyblog (2005年3月24日). 2025年7月15日閲覧。
5. ↑  LaPedus, Mark (2005年12月6日). “Toshiba files appeal in Lexar suit”. EE Times. 2025年7月15日閲覧。
6. ↑  “Toshiba Settles NAND Flash Patent Dispute With Lexar | InformationWeek” (英語). www.informationweek.com. 2025年7月15日閲覧。
7. ↑  “Micron Technology, Inc., and Lexar Media, Inc. Announce Completion of Transaction” (英語). www.businesswire.com. 2025年7月15日閲覧。
8. ↑  “Longsys Acquires Lexar Brand, a Leading Brand for  High-Performance Removable Storage Solutions – Longsys” (中国語). www.longsys.com. 2025年7月15日閲覧。
9. ↑  Wodinsky, Shoshana (2018年8月17日). “Lexar’s making a glorious return to the world of flash storage” (英語). The Verge. 2025年7月15日閲覧。
10. ↑  “Lexar Announces 1TB 633x SDXC™ UHS-I card, the behemoth of storage capacity. - Lexar” (英語). Lexar. (2019年1月9日) 2025年7月15日閲覧。
11. ↑  Mellor, Chris (2019年12月17日). “Lexar demos world's fastest consumer SSD” (英語). Blocks and Files. 2025年7月15日閲覧。
12. ↑  “Lexar Is Testing a 7GB/s PCIe SSD” (英語). PCMAG (2019年12月30日). 2025年7月15日閲覧。
13. ↑  “Longsys & Yangtze Memory Technologies Revealed the World’s Smallest MicroSD Card” (英語). Gadgetsay Smartphones, Gadgets, Tutorials And Support Forum (2020年4月21日). 2025年7月15日閲覧。
14. ↑  published, Paul Lilly (2020年6月19日). “Lexar launches its first-ever DRAM kits, promises faster RAM is coming” (英語). PC Gamer 2025年7月15日閲覧。
15. ↑  “Lexar Unveils The World’s Fastest CFexpress Type B Card DIAMOND Series | Lexar” (英語). americas.lexar.com. 2025年7月15日閲覧。
16. ↑  Ao, Bryan. “Press Center - Global SSD Shipments Down 10.7% YoY to 114 Million Units in 2022 , Says TrendForce | TrendForce - Market research, price trend of DRAM, NAND Flash, LEDs, TFT-LCD and green energy, PV” (英語). TrendForce. 2025年7月15日閲覧。
17. ↑  “Lexar Announces New Lexar® ARES DDR5 Desktop Memory | Lexar” (英語). americas.lexar.com. 2025年7月15日閲覧。
18. ↑  TrendForce. “Press Center - Global Top 5 SSD Module Makers Continue to Gain Market Share; Chinese Brands Leverage Home Advantage, Says TrendForce | TrendForce - Market research, price trend of DRAM, NAND Flash, LEDs, TFT-LCD and green energy, PV” (英語). TrendForce. 2025年7月15日閲覧。
19. ↑  “Lexar雷克沙与BLG战队签约成功，共创辉煌未来” (中国語). news.tom.com. 2025年7月15日閲覧。
20. ↑  “Lexar Expands Their Professional SILVER Card Lineup with Three New Cards | Lexar” (英語). americas.lexar.com. 2025年7月15日閲覧。
21. ↑  “Red Dot Design Award”. www.red-dot.org. 2025年7月15日閲覧。
22. ↑  Schneider, Jaron (2024年10月4日). “Pexar is a New Lexar Sub-Brand That Makes Digital Picture Frames” (英語). PetaPixel. 2025年7月15日閲覧。
23. ↑  Lexar. “Lexar Showcases Cutting-Edge Storage Solutions at Flagship Store of DJI-RETAIL on Regent Street in London” (英語). www.prnewswire.co.uk. 2025年7月15日閲覧。
24. ↑  “Lexar Introduces Professional Workflow 6-Bay Docking Station, Workflow Portable SSD, Workflow Reader Modules, and Three CFexpress 4.0 Cards | Lexar” (英語). americas.lexar.com. 2025年7月15日閲覧。
25. ↑  株式会社インプレス (2018年12月3日). “市場から消えたLexar、いよいよ日本の売場で復活か 日本法人も本格始動 気になるラインナップは？”. デジカメ Watch. 2025年7月15日閲覧。
26. ↑  “レキサージャパンブース概況” (2019年2月28日). 2025年7月15日閲覧。
27. ↑  株式会社インプレス (2020年8月4日). “LexarのCFexpress Type Bカードが国内で購入可能に ニコンおよびパナソニックで動作確認済みのカード”. デジカメ Watch. 2025年7月15日閲覧。
28. ↑  “「レキサー」転送速度1,700MB/sを実現した 「Lexar® Professional CFexpress™ Type B USB 3.2 Gen 2x2 Reader」”. プレスリリース・ニュースリリース配信シェアNo.1｜PR TIMES (2021年6月11日). 2025年7月15日閲覧。
29. ↑  “「Lexar」、最大速度3,300MB/sで5年保証付きのM.2 NVMe SSD「NM620」に2TBモデル”. プレスリリース・ニュースリリース配信シェアNo.1｜PR TIMES (2021年7月14日). 2025年7月15日閲覧。
30. ↑  株式会社インプレス (2022年4月28日). “【やじうまミニレビュー】 リード最大300MB/sで容量256GBのLexar製SDカードを試してみた”. PC Watch. 2025年7月15日閲覧。
31. ↑  “Lexar、プロフェッショナル向けUHS-II SDXCカードに256GB容量モデルを追加”. プレスリリース・ニュースリリース配信シェアNo.1｜PR TIMES (2022年3月23日). 2025年7月15日閲覧。
32. ↑  “Lexar（レキサー）と加賀ソルネット販売代理店契約を締結”. プレスリリース・ニュースリリース配信シェアNo.1｜PR TIMES (2022年8月25日). 2025年7月15日閲覧。
33. ↑  “Lexar、Japan IT Weekに出展し多数の製品が注目集める”. プレスリリース・ニュースリリース配信シェアNo.1｜PR TIMES (2022年10月28日). 2025年7月15日閲覧。
34. ↑  “Lexar Professional CFexpress Type B GOLD 新容量（1TB/2TB）国内発売のお知らせ”. プレスリリース・ニュースリリース配信シェアNo.1｜PR TIMES (2023年3月30日). 2025年7月15日閲覧。
35. ↑  “Lexar Professional CFexpress Type B DIAMOND 512GB 国内発売のお知らせ”. プレスリリース・ニュースリリース配信シェアNo.1｜PR TIMES (2023年3月30日). 2025年7月15日閲覧。
36. ↑  “Lexar Professional CFexpress Type B Card GOLD 新製品（128GB、256GB、512GB 速度向上モデル）国内発売のお知らせ”. プレスリリース・ニュースリリース配信シェアNo.1｜PR TIMES (2023年5月26日). 2025年7月15日閲覧。
37. ↑  “Lexar Professional CFexpress Type A Card GOLDシリーズ新製品（320GB）国内発売のお知らせ”. プレスリリース・ニュースリリース配信シェアNo.1｜PR TIMES (2023年6月29日). 2025年7月15日閲覧。
38. ↑  “フラッシュメモリのリーディングカンパニーが日本で再始動！ LexarがCP+2024で業界トップクラスのハイエンド製品を展示”. プレスリリース・ニュースリリース配信シェアNo.1｜PR TIMES (2024年2月22日). 2025年7月15日閲覧。
39. ↑  “Longsysブース紹介 [Japan IT Week 2024 Spring]” (Japanese). PRONEWS : 動画制作のあらゆる情報が集まるトータルガイド. 2025年7月15日閲覧。
40. ↑  “シリコン・モーション、次世代AIスマートデバイスやゲーム機に最適な高密度ポータブルSSD向け次世代超高速シングルチップ・コントローラを発表”. プレスリリース・ニュースリリース配信シェアNo.1｜PR TIMES (2024年5月30日). 2025年7月15日閲覧。
41. ↑  “レキサー プロフェッショナルカードに「Silver」シリーズを発売”. プレスリリース・ニュースリリース配信シェアNo.1｜PR TIMES (2024年6月3日). 2025年7月15日閲覧。
42. ↑  “Lexarが考える日本市場の重要性とは？アジアセールス・マーケティング統括部長、ウィリアム・ルー氏 インタビュー Vol.01 [Lexar Memories]” (Japanese). PRONEWS : 動画制作のあらゆる情報が集まるトータルガイド. 2025年7月15日閲覧。
43. ↑  “デジタルイメージングの総合アワード「DGPイメージングアワード2024」、受賞の栄冠に輝いた優秀製品を発表いたしました”. プレスリリース・ニュースリリース配信シェアNo.1｜PR TIMES (2024年11月15日). 2025年7月15日閲覧。
44. ↑  “Lexar、CP+ 2025で革新的なストレージ技術を発表”. プレスリリース・ニュースリリース配信シェアNo.1｜PR TIMES (2025年2月21日). 2025年7月15日閲覧。
45. ↑  “Lexar - Newsroom - Press Releases”. www.lexar.com. 2025年7月15日閲覧。
46. 1 2 3 4  “Lexar - Newsroom - Press Releases”. www.lexar.com. 2025年7月15日閲覧。